# Disa gladioliflora
Disa gladioliflora är en orkidéart som beskrevs av William John Burchell och John Lindley. Disa gladioliflora ingår i släktet Disa och familjen orkidéer.

## Underarter
Arten delas in i följande underarter:
- D. g. capricornis
- D. g. gladioliflora